# Thác nước Yosemite
Thác nước Yosemite nằm trong vườn quốc gia Yosemite ở Sierra Nevada, bang California. Đây là một điểm thu hút số lượng lớn khách du lịch khi đến với vườn quốc gia này, đặc biệt là vào cuối mùa xuân khi lưu lượng nước ở trạng thái cao nhất.
Thác nước này cao 739 mét tính từ đỉnh trên cùng của thác xuống đến chân của tầng thác dưới cùng  khiến nó là thác nước cao nhất ở Bắc Mỹ cao thứ 6 trên thế giới, mặc dù với những khám phá gần đây về thác nước Gocta Cataracts khiến nó xuất hiện trên một số danh sách ở vị trí thứ 7.

## Mô tả
Thác nước Yosemite bao gồm 3 tầng thác.

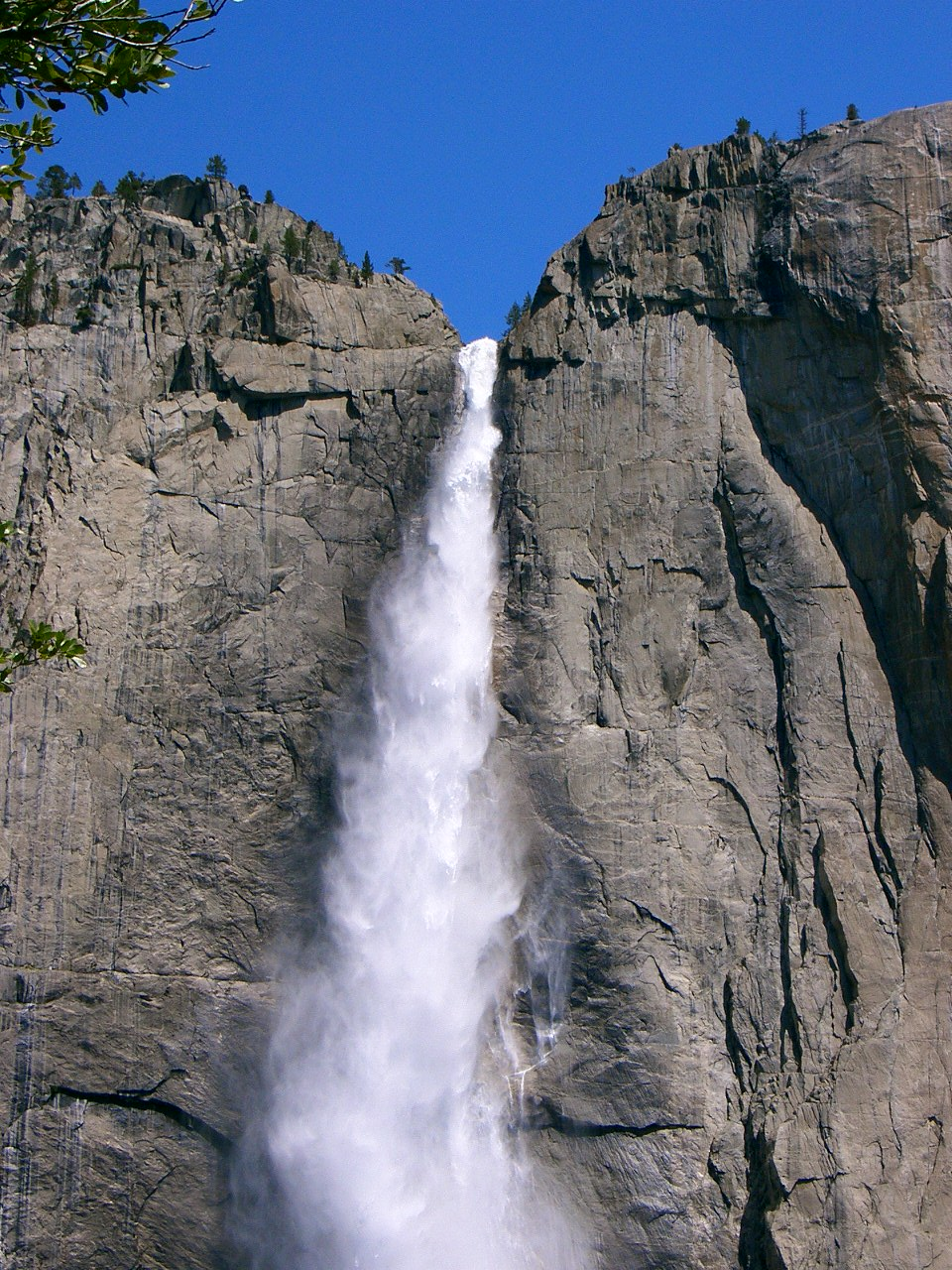
Thác thượng

- Thác thượng: có độ cao 1430 ft (440 m) là một trong 20 thác nước đơn cao nhất thế giới. Chảy từ đáy thung lũng xuống vùng thung lũng thấp hơn bị sụt giảm. Sự sụt giảm trên được hình thành bởi các vùng nước chảy siết của dòng Yosemite Creek, sau khi uốn lượn quanh Eagle Creek Meadow, chảy xuống tạo ra cảnh quan ngoạn mục và những tiếng kêu chói tai.

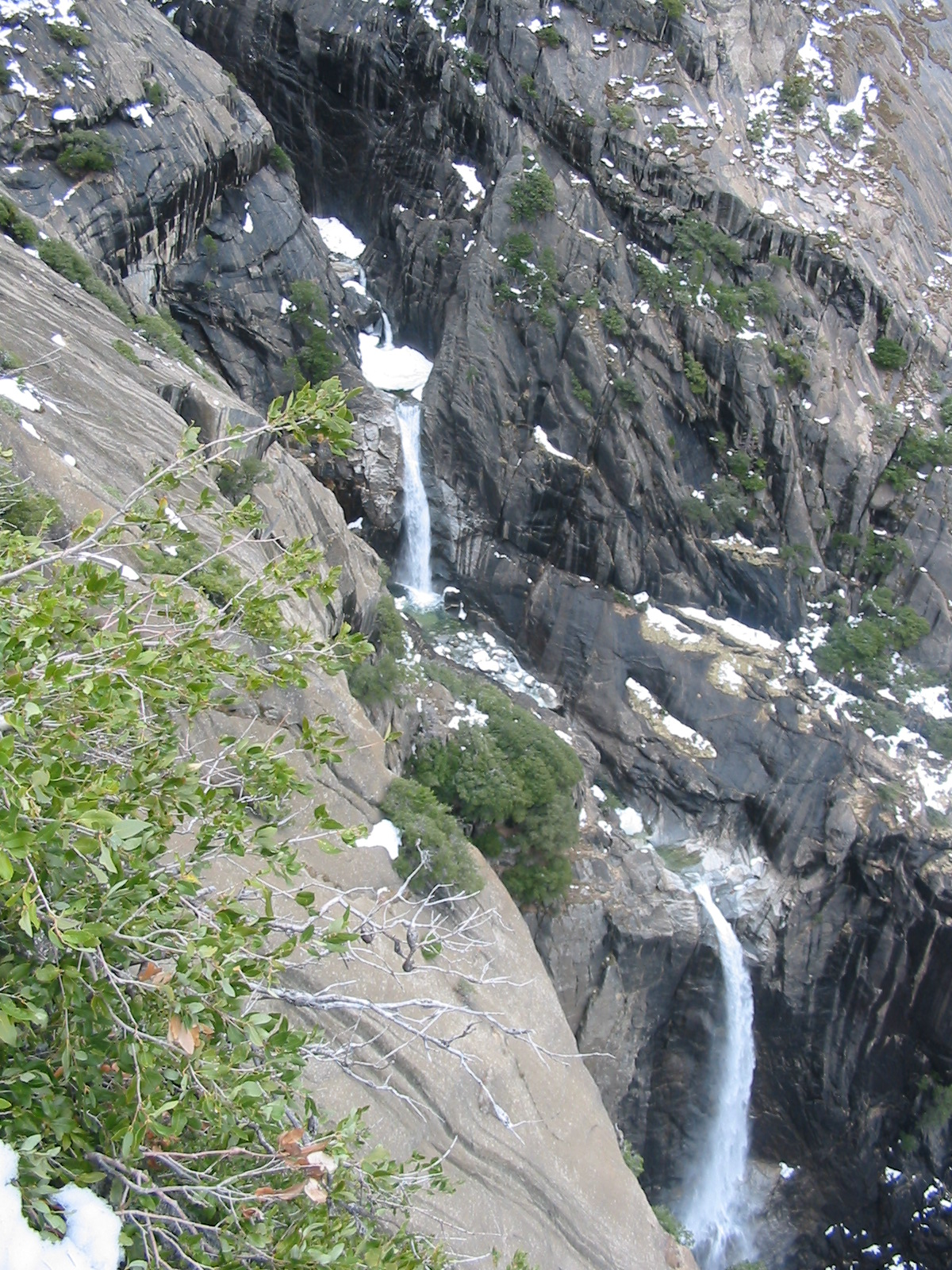
Thác giữa

- Thác trung: bao gồm 5 tầng nhỏ với tổng chiều dài 675 ft (206 m), gấp đôi chiều dài của tầng hạ. Nước đổ xuống tầng này chảy qua các hẻm núi hẹp nên ít được ghi nhận là một tầng thác.
- Thác hạ: là tầng thác cuối cùng có độ cao 320 ft (98 m) là địa điểm hấp dẫn nhất của thác. Yosemite Creek được tạo thành bởi dòng nước của thác hạ và dòng chảy vào sông Merced gần đó. Đây cũng là khu vực nguy hiểm bởi nước đổ từ trên cao, cùng với đó là độ ẩm cao dễ bị trơn trượt.

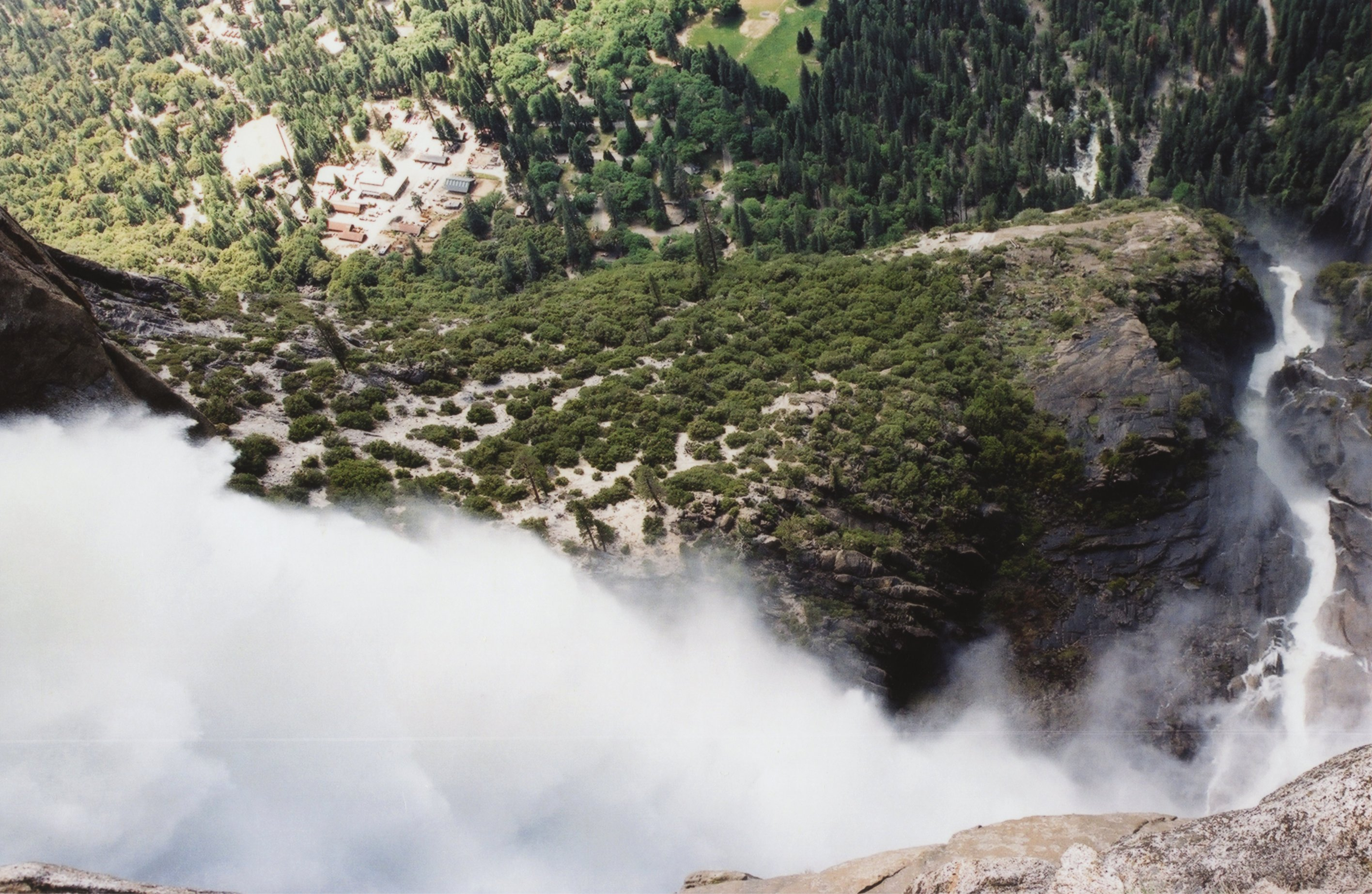
Ảnh chụp từ đỉnh của thác thượng

Trong những năm ít tuyết, thác ít nước và gần như là ngừng chảy vào cuối mùa hè hoặc mùa thu. Một số ít các nhà leo núi nhân cơ hội để leo lên các khu vực núi đá mà họ không thể tiếp cận được khi thác chảy siết, mặc dù đây là việc cực kỳ nguy hiểm khi một cơn giông buổi chiều có thể thổi bay họ khỏi những vách đá cheo leo.
Thác hạ có thể dễ dàng tiếp cận được ở vị trí gần Yosemite Lodge ở thung lũng Yosemite. Còn đỉnh của thác thượng có thể tới được thông qua một con dốc đứng, hiểm trở, thác trung cũng có thể lại gần được thông qua một số tuyến đường từ Tioga ở phía bắc.
Tại thung lũng Yosemite có ngôi làng của người Ahwahneechee bản địa. Người dân gọi thác Yosemite là "Cholock" (có nghĩa là "mùa thu") và tin rằng hồ nước ở dưới chân thác là nơi sinh sống tinh thần của một số phù thủy, gọi là Poloti. Một câu chuyện dân gian của người Ahwaneechee kể rằng có một người phụ nữ đi tới hồ này để lấy nước. Ngay đêm hôm đó, khi người phụ nữ đã xâm phạm vào lãnh thổ, thì một cơn gió mạnh đã hút người phụ nữ và đứa con mới sinh đã bị vào đó.